# 管廷綱

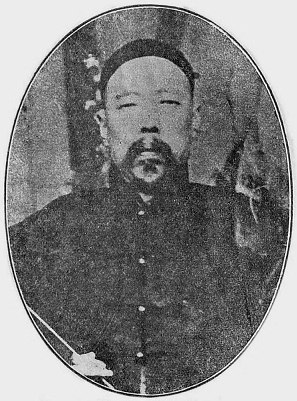

管廷綱（1858年—1911年），字季张，清朝官員。山東莒州（今日照市莒县）人。光緒十八年（1892年）考中壬辰科三甲進士。分發廣西雒容縣知縣，升東蘭州知州，賞同知銜。
兄廷獻、廷鶚皆為翰林。